# 全燮
全燮（韓語：전섭，1960年6月—），朝鲜族，吉林延边和龙人，环境保护与治理专家，大连理工大学环境与生命学院院长，博士生导师， 长江学者特聘教授，国务院政府特殊津贴专家，国务院学位委员会评议组环境科学与工程组成员，国家“十一五”863计划资源与环境领域专家组成员，中国环境科学学会水环境分会副理事长，中国感光学会光催化专业委员会常务副主任，中国能源学会能源与环境专业委员会副主任，大连市环境科学学会理事长，科睿唯安、爱思唯尔高被引学者。

## 生平
1960年6月，全燮出生于吉林省延边朝鲜族自治州和龙县。1982年，他从东北师范大学化学系毕业后在和龙第一高级中学作了1年高中化学老师，后重返东北师范大学攻读研究生:179。由于东北师范大环境科学系当时还未被授权发放硕士学位，他的导师于1986年6月带着他和另外两名研究生在南京大学完成硕士论文答辩，并获南京大学硕士学位。此后，他在大连理工大学从事教学与科研工作。期间，他先后在奥地利格拉茨工业大学和英国水力研究所作访问学者，1997年被大连理工大学破格晋升为教授，2000年获格拉茨大学博士学位:181。2000年5月，全燮被任命为大连理工大学环境科学与工程学院院长。2003年5月，环境科学与工程学院升级为环境与生命学院，全燮继续任院长。2010年1月，他开始任大连理工大学化工与环境生命学部党委书记、部长等职:181。

## 学术贡献
全燮主要从事环境保护与治理方面的研究。2010年，其“污水的新型生物膜处理技术”获中国石油和化学工业联合会科技进步一等奖。2011年，他的两项光催化科研项目分别获得国家自然科学奖二等奖（“提高光催化环境污染控制过程能量效率的方法及应用基础研究”）和教育部高等学校自然科学一等奖（“光催化污染控制过程中提高能量效率的方法和原理”）。2017年，他主持的“基于高能效纳晶薄膜电极的工业废水电催化深度处理技术及应用”科研项目获国家技术发明奖二等奖，另一“功能性悬浮生物载体(填料)制备及污水处理关键技术与应用”项目获辽宁省科技进步一等奖。2019年，“基于电子调控原理的废水生化处理强化技术”获教育部技术发明一等奖。2021年，他主持的“强化废水生化处理的电子调控技术与应用”科研项目再次获得国家技术发明奖二等奖。